# Crotaphatrema lamottei
Espèce
Synonymes
- Scolecomorphus lamottei Nussbaum, 1981

Statut de conservation UICN

 CR  : 
En danger critique
Crotaphatrema lamottei est une espèce de gymnophiones de la famille des Scolecomorphidae.

## Répartition
Cette espèce est endémique du mont Oku dans le Nord-Ouest du Cameroun. Elle se rencontre à environ 2 300 m d'altitude.

## Étymologie
Cette espèce est nommée en l'honneur de Maxime Lamotte.

## Publication originale
- Nussbaum, 1981 : Scolecomorphus lamottei, a new caecilian from West Africa (Amphibia: Gymnophiona: Scolecomorphidae). Copeia, vol. 1981, no 2, p. 265-269.